# Llista de cràters d'Ariel
En aquest article només es mostra els noms oficials aprovats per la Unió Astronòmica Internacional (UAI).
Aquesta és una llista de cràters amb nom d'Ariel, una de les moltes llunes d'Urà, descoberta el 1851 per l'astrònom anglès William Lassell (1799-1880)
El 2019, els 17 cràters amb nom d'Ariel representaven el 0,31% dels 5475 cràters amb nom del Sistema Solar. Altres cossos amb cràters amb nom són Amaltea (2), Cal·listo (142), Caront (6), Ceres (115), Dàctil (2), Deimos (2), Dione (73), Encèlad (53), Epimeteu (2), Eros (37), Europa (41), Febe (24), Fobos (17), Ganímedes (132), Gaspra (31), Hiperió (4), Ida (21), Itokawa (10), Janus (4), Japet (58), Lluna (1624), Lutècia (19), Mart (1124), Mathilde (23), Mercuri (402), Mimas (35), Miranda (7), Oberó (9), Plutó (5), Proteu (1), Puck (3), Rea (128), Šteins (23), Tebe (1), Terra (190), Tetis (50), Tità (11), Titània (15), Tritó (9), Umbriel (13), Venus (900), i Vesta (90).

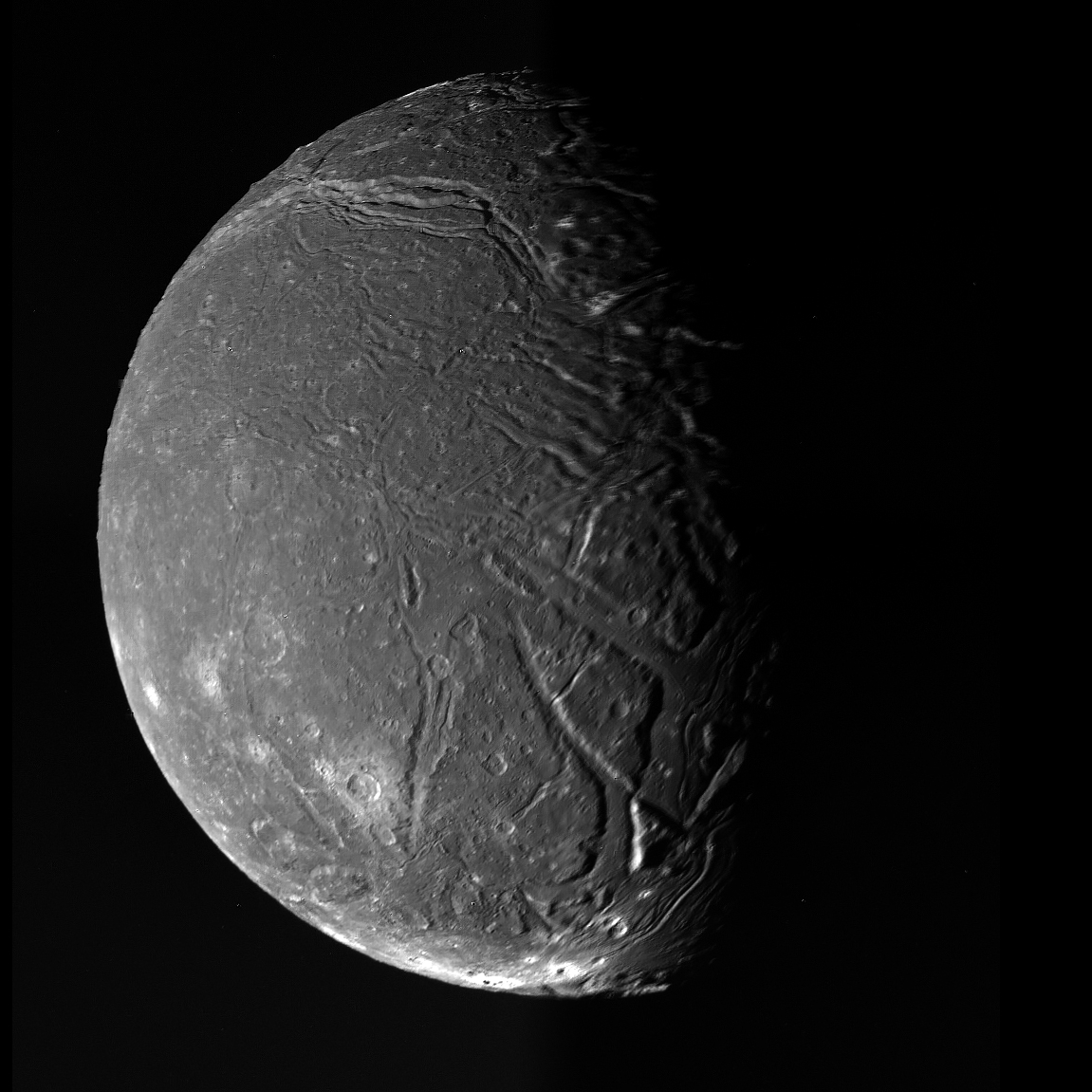
Fotografia d'Ariel (Urà i) en escala de grisos realitzada per la sonda espacial Voyager 2 el 1986.

Ariel té molts cràters en comparació amb altres llunes d'Urà. La relativa escassetat de grans cràters suggereix que la seva superfície no data de la formació del Sistema Solar, cosa que significa que la superfície d'Ariel va ser completament modificada en algun moment de la seva història. Es creu que l'antiga activitat geològica d'Ariel s'havia originat per l'escalfament de marees en un moment en què la seva òrbita era més excèntrica que l'actual. El cràter més gran observat a Ariel, Yangoor, té tan sols 78 km de diàmetre i presenta signes de deformació posterior. Tots els grans cràters d'Ariel tenen pisos plans i pics centrals, i alguns dels cràters estan envoltats de dipòsits d'ejeccions lluminoses. Molts cràters són poligonals, cosa que indica que la seva aparença va ser influenciada per l'estructura de la superfície anterior. A les planes amb cràters hi ha unes quantes zones lluminoses (d'uns 100 km de diàmetre) que poden ser cràters d'impacte degradats. Si aquest és el cas, serien semblants als palimpsests de Ganimedes. S'ha suggerit que una depressió circular de 245 km de diàmetre situada a 10° S 30° E és una estructura d'impacte gran i molt degradada.

## Llista
Els cràters d'Ariel porten els noms d'esperits benèvols de diverses cultures del món.
La latitud i la longitud es donen com a coordenades planetocèntriques (+ Est; 0-360).
| Cràter   | Coordenades                            | Diàmetre (km) | Epònim | Ref.  |
| -------- | -------------------------------------- | ------------- | --- | ----- |
| Abans    | 15° 30′ S, 251° 18′ E / 15.5°S,251.3°E | 20,0          | Abans - En el zoroastrisme, l'esperit de les mines de ferro.                                                           | WGPSN |
| Agape    | 46° 54′ S, 336° 30′ E / 46.9°S,336.5°E | 34,0          | Agape - Una de les fades del poema èpic d'Edmund Spenser La reina de les fades.                                        | WGPSN |
| Ataksak  | 53° 06′ S, 224° 18′ E / 53.1°S,224.3°E | 22,0          | Ataksak - Divinitat d'alegria i felicitat de la mitologia inuit.                                                       | WGPSN |
| Befana   | 17° 00′ S, 31° 54′ E / 17.0°S,31.9°E   | 21,0          | Befana - Figura dispensadora de regals del folklore italià, vinculada a l'Epifania.                                    | WGPSN |
| Berylune | 22° 30′ S, 327° 54′ E / 22.5°S,327.9°E | 29,0          | Berylune - Esperit benèvol de l'obra L'ocell blau de Maurice Maeterlinck.                                              | WGPSN |
| Deive    | 22° 18′ S, 23° 00′ E / 22.3°S,23.0°E   | 20,0          | Deive - Esperit d'una bella noia del folklore lituà.                                                                   | WGPSN |
| Djadek   | 12° 00′ S, 251° 06′ E / 12.0°S,251.1°E | 22,0          | Djadek - Protector benèvol de la llar del folklore txec.                                                               | WGPSN |
| Domovoy  | 71° 30′ S, 339° 42′ E / 71.5°S,339.7°E | 71,0          | Domovoi - Protector benèvol de la llar en el folklore eslau.                                                           | WGPSN |
| Finvara  | 15° 48′ S, 19° 00′ E / 15.8°S,19.0°E   | 31,0          | Finvara - Rei dels esperits del folklore irlandès, que dona als homes cavalls i vi.                                    | WGPSN |
| Gwyn     | 77° 30′ S, 22° 30′ E / 77.5°S,22.5°E   | 34,0          | Gwyn ap Nudd - Governant de l'inframón de la mitologia gal·lesa, que acompanya les ànimes dels morts a l'Annwn.        | WGPSN |
| Huon     | 37° 48′ S, 33° 42′ E / 37.8°S,33.7°E   | 40,0          | Huon de Bordeus - Protagonista d'una cançó de gesta, va triomfar a Oberó com a rei dels esperits.                      | WGPSN |
| Laica    | 21° 18′ S, 44° 24′ E / 21.3°S,44.4°E   | 30,0          | Laica - Esperit benèvol de la mitologia inca.                                                                          | WGPSN |
| Mab      | 38° 48′ S, 352° 12′ E / 38.8°S,352.2°E | 34,0          | Reina Mab - Fada de la tragèdia de William Shakespeare Romeo i Julieta.                                                | WGPSN |
| Melusine | 52° 54′ S, 8° 54′ E / 52.9°S,8.9°E     | 50,0          | Melusina - Fada de l'aigua dolça del folklore medieval europeu.                                                        | WGPSN |
| Oonagh   | 21° 54′ S, 244° 24′ E / 21.9°S,244.4°E | 39,0          | Oonagh - Reina de les fades del folklore irlandès.                                                                     | WGPSN |
| Rima     | 18° 18′ S, 260° 48′ E / 18.3°S,260.8°E | 41,0          | Rima - L'heroïna protagonista de la novel·la Green Mansions: A Romance of the Tropical Forest de William Henry Hudson. | WGPSN |
| Yangoor  | 68° 42′ S, 279° 42′ E / 68.7°S,279.7°E | 78,0          | Yangoor - L'esperit que aporta la llum del dia al folklore australià.                                                  | WGPSN |